# زیمنس فایننشیال
زیمنس فایننشیال، (به انگلیسی: Siemens Financial Services) شرکت خدمات مالی آلمانی است، که به‌عنوان بازوی ارائه خدمات مالی زیمنس فعالیت می‌نماید. خدمات این شرکت در زمینه سرمایه‌گذاری و اعطای وام در ۵ بخش اصلی متمرکز بوده که شامل: انرژی، بهداشت و درمان، صنعت، بیمه، خزانه‌داری می‌باشد.
شرکت زیمنس فایننشیال در سال ۱۹۹۷ توسط زیمنس راه‌اندازی شد و اکنون دارای ۳۱۵۰ نفر کارمند می‌باشد.